# Генерация
Генерация в биологии — поколение, которое представлено более или менее одновозрастными особями, сменяемое последующим поколением, которое при дифференциации жизненного цикла может существенно отличаться от предыдущего. К примеру: при чередовании поколений (гетерагонии, метагенезе) у тлей (Aphidoidea), галлиц (Cecidomyiidae) и некоторых других насекомых.
Генерация в микробиологии − период, в течение которого осуществляется деление клетки.
Генерация — существительное, образованное от глагола «генерировать». Например, генерация электромагнитных волн.